# Руджиноаса (комуна, Ясси)
Руджиноаса (рум. Ruginoasa) — комуна у повіті Ясси в Румунії. До складу комуни входять такі села (дані про населення за 2002 рік):
- Васкань (528 осіб)
- Думбревіца (2486 осіб)
- Редіу (1234 особи)
- Руджиноаса (1951 особа)

Комуна розташована на відстані 317 км на північ від Бухареста, 56 км на захід від Ясс.

## Населення
За даними перепису населення 2002 року у комуні проживали 6199 осіб.
Національний склад населення комуни:
| Національність | Кількість осіб | Відсоток |
| -------------- | -------------- | -------- |
| румуни         | 6194           | 99,9%    |
| угорці         | 2              | < 0,1%   |
| цигани         | 2              | < 0,1%   |
| поляки         | 1              | < 0,1%   |

Рідною мовою назвали:
| Мова      | Кількість осіб | Відсоток |
| --------- | -------------- | -------- |
| румунська | 6196           | > 99,9%  |
| угорська  | 2              | < 0,1%   |
| польська  | 1              | < 0,1%   |

Склад населення комуни за віросповіданням:
| Релігія       | Кількість осіб | Відсоток |
| ------------- | -------------- | -------- |
| православні   | 6158           | 99,3%    |
| п'ятдесятники | 28             | 0,5%     |
| баптисти      | 5              | 0,1%     |
| римо-католики | 4              | 0,1%     |

## Зовнішні посилання
- Дані про комуну Руджиноаса на сайті Ghidul Primăriilor